# Barnay
Barnay ist eine französische Gemeinde mit 99 Einwohnern (Stand: 1. Januar 2022) im Département Saône-et-Loire in der Region Bourgogne-Franche-Comté (vor 2016 Burgund). Sie gehört zum Arrondissement Autun und zum Kanton Autun-1 (bis 2015 Kanton Lucenay-l’Évêque). 

## Geographie
Barnay liegt etwa 15 Kilometer nordnordöstlich von Autun im Morvan-Massiv. Das Gemeindegebiet wird vom Flüsschen Trévoux durchquert. Umgeben wird Barnay von den Nachbargemeinden Manlay im Norden, Voudenay im Osten, Igornay im Südosten, Cordesse im Süden, Reclesne im Südwesten sowie Lucenay-l’Évêque im Westen.

## Weblinks

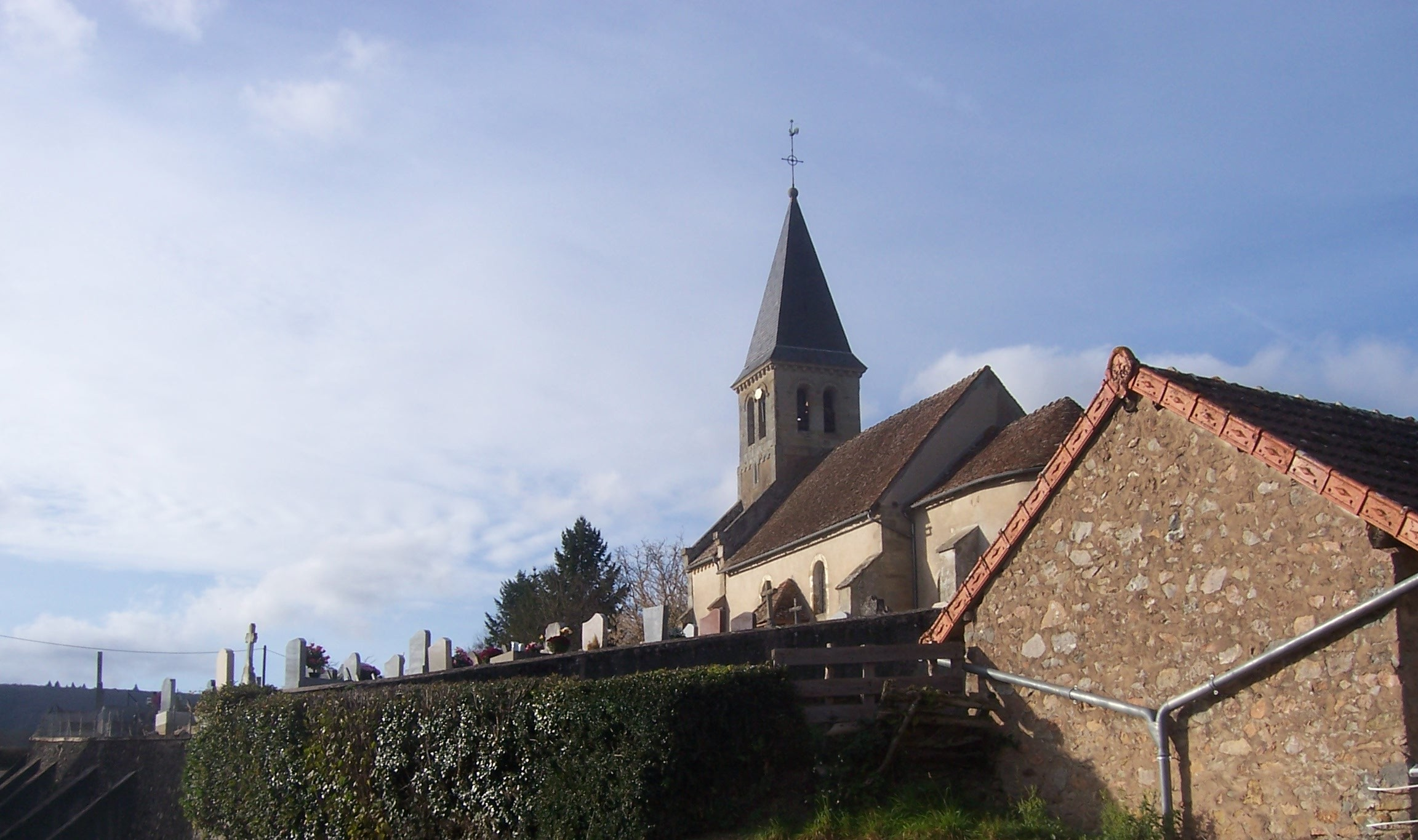
Kirche Saint-Bonnet

## Bevölkerungsentwicklung
| Jahr                      | 1962 | 1968 | 1975 | 1982 | 1990 | 1999 | 2006 | 2013 | 2019 |
| Einwohner                 | 167  | 169  | 155  | 124  | 126  | 114  | 104  | 120  | 98   |
| Quelle: Cassini und INSEE |      |      |      |      |      |      |      |      |      |

## Sehenswürdigkeiten
- Kirche Saint-Bonnet